# Chapelle Sainte-Radegonde de Latoue
La chapelle Sainte-Radegonde est un édifice religieux situé dans la commune de Latoue.

## Localisation
La chapelle est isolée dans la campagne, en bordure de la D 69, à 1 km au nord-ouest du village en direction de Saint-Marcet.

## Historique

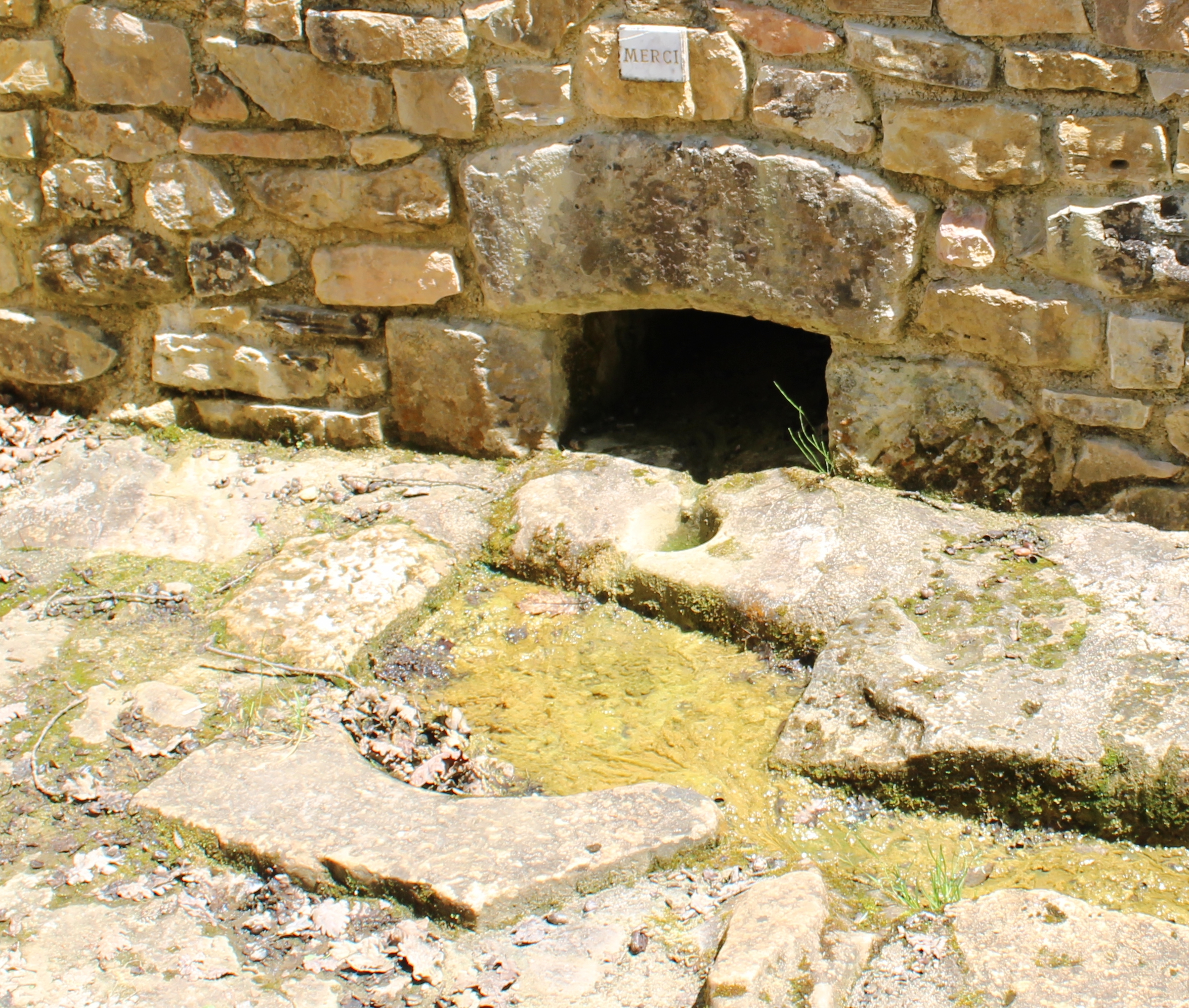
Source miraculeuse du Cloutoun - Empreinte supposée du genou de Sainte-Radegonde.

Cette chapelle romane, dédiée à Sainte-Radegonde, qui a connu plusieurs périodes de construction (10e, 12e, 16e et 20e siècles), est liée au pèlerinage de la source miraculeuse de Clountoun, située à 1km au nord-est, qui comporte une pierre marquée par l'empreinte du genou de Sainte-Radegonde.

Délaissée au 19e siècle, elle fut restaurée à partir des années 1980 et cette restauration se poursuit encore en 2022.

## Extérieur de la chapelle

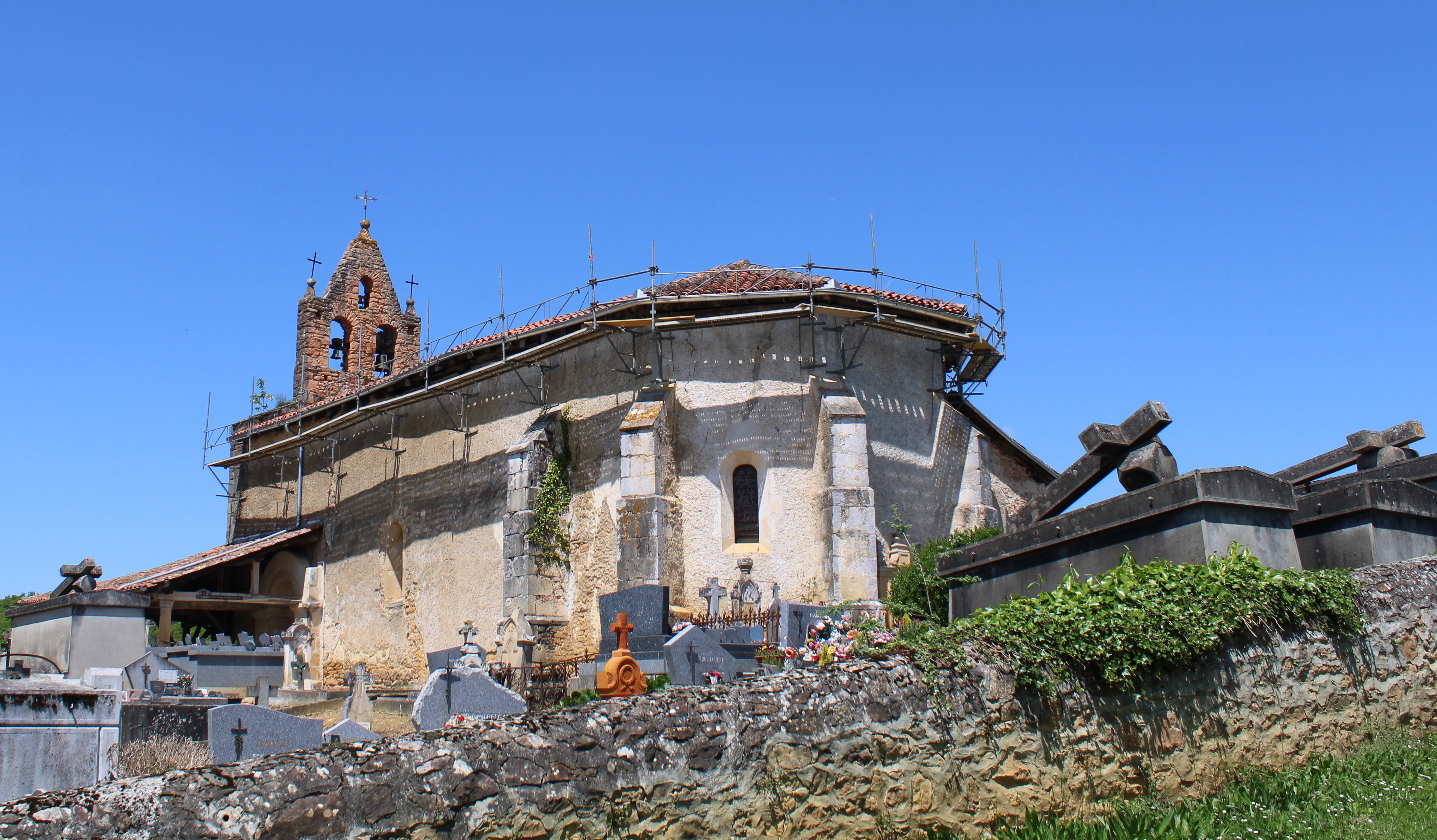
Vue de la chapelle en réfection en 2022.
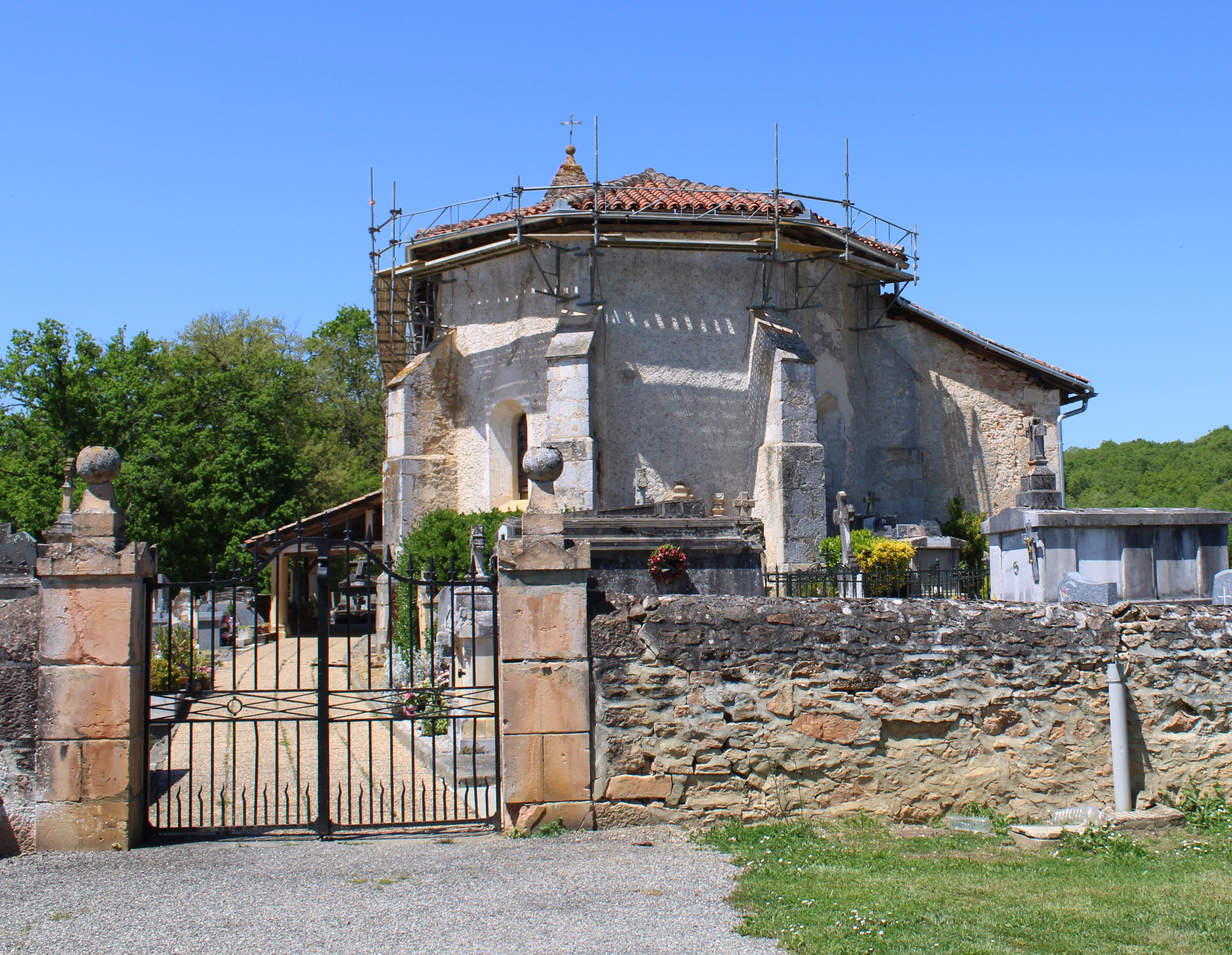
La chapelle entourée du cimetière.
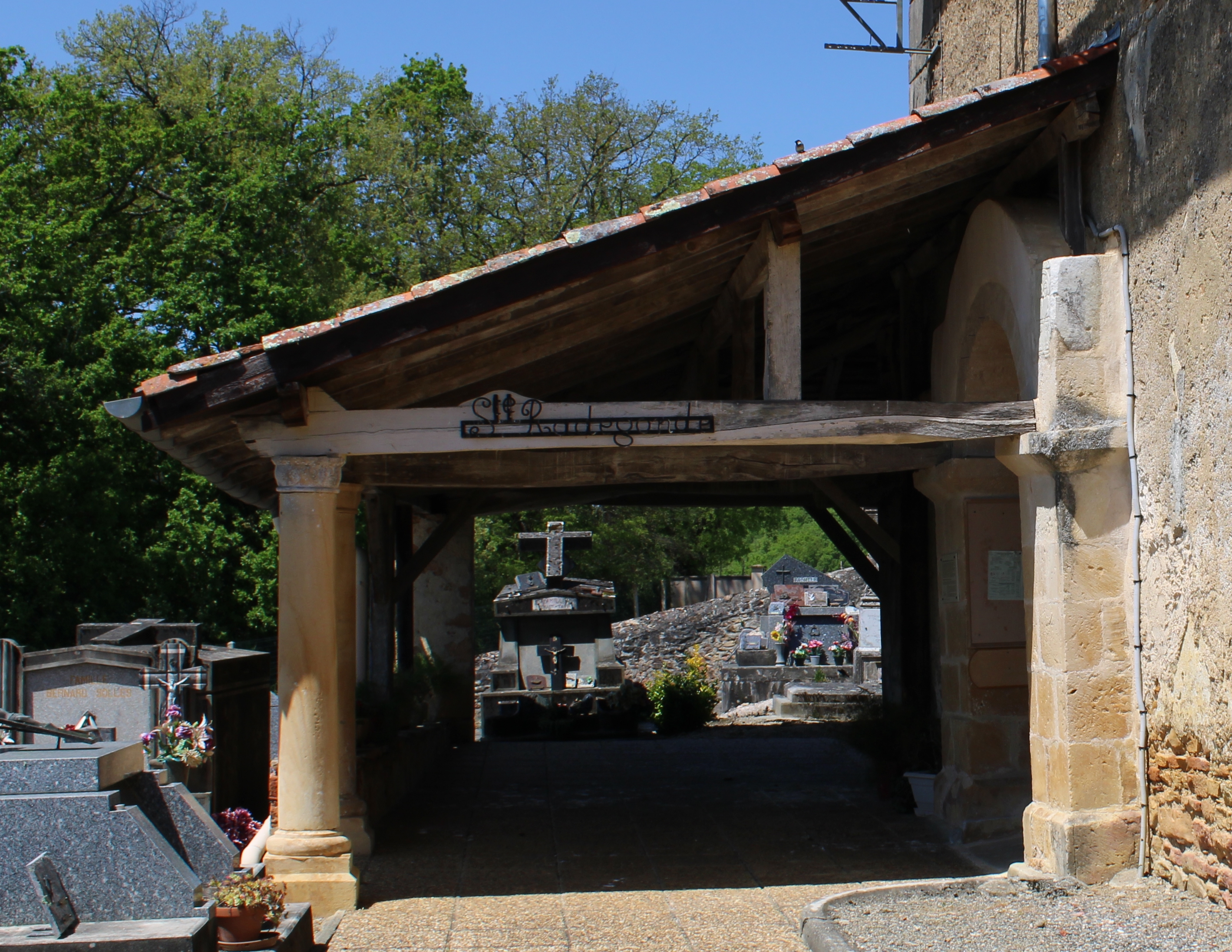
Le porche couvert.
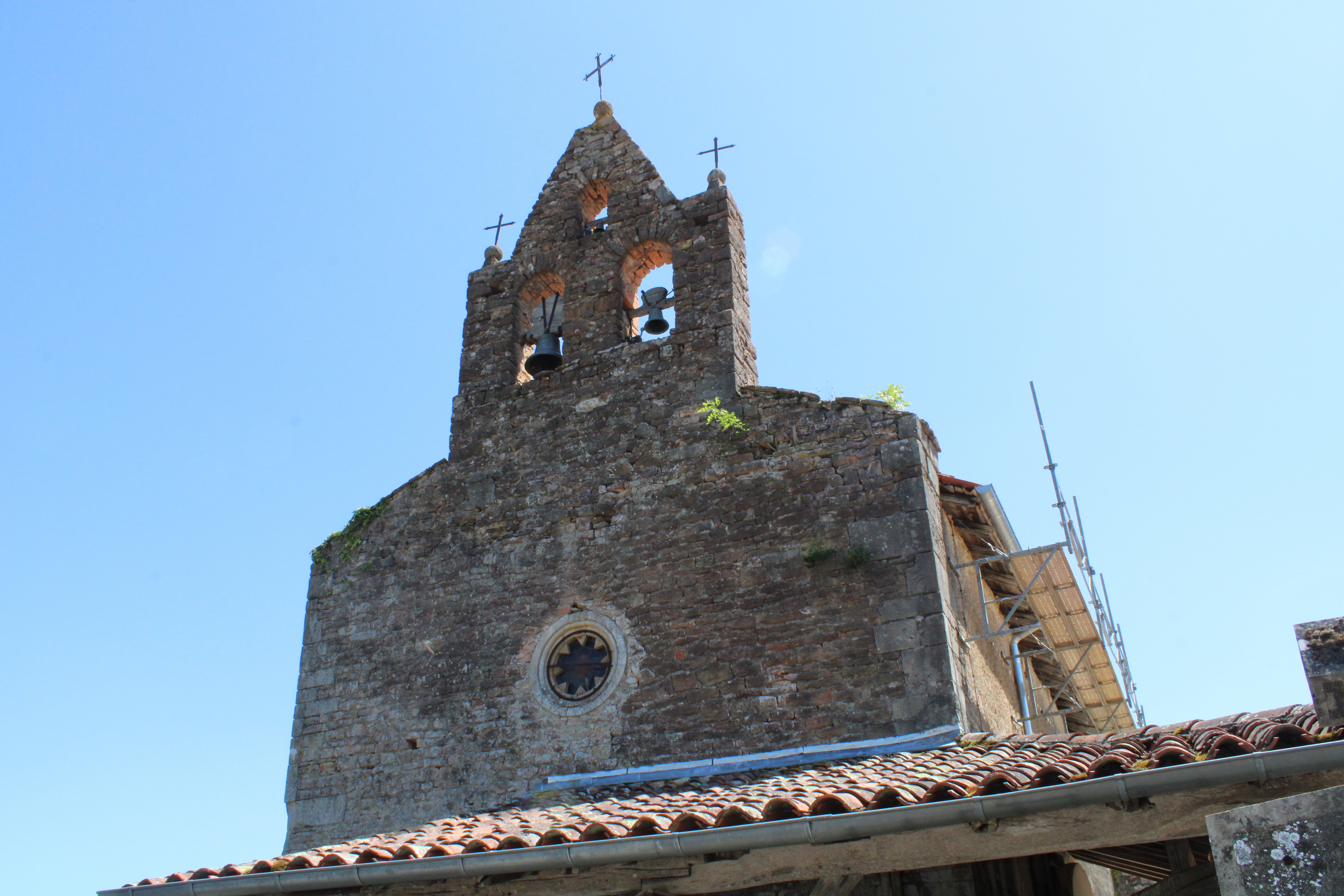
Le clocher-mur et ses trois baies avec leur cloche.
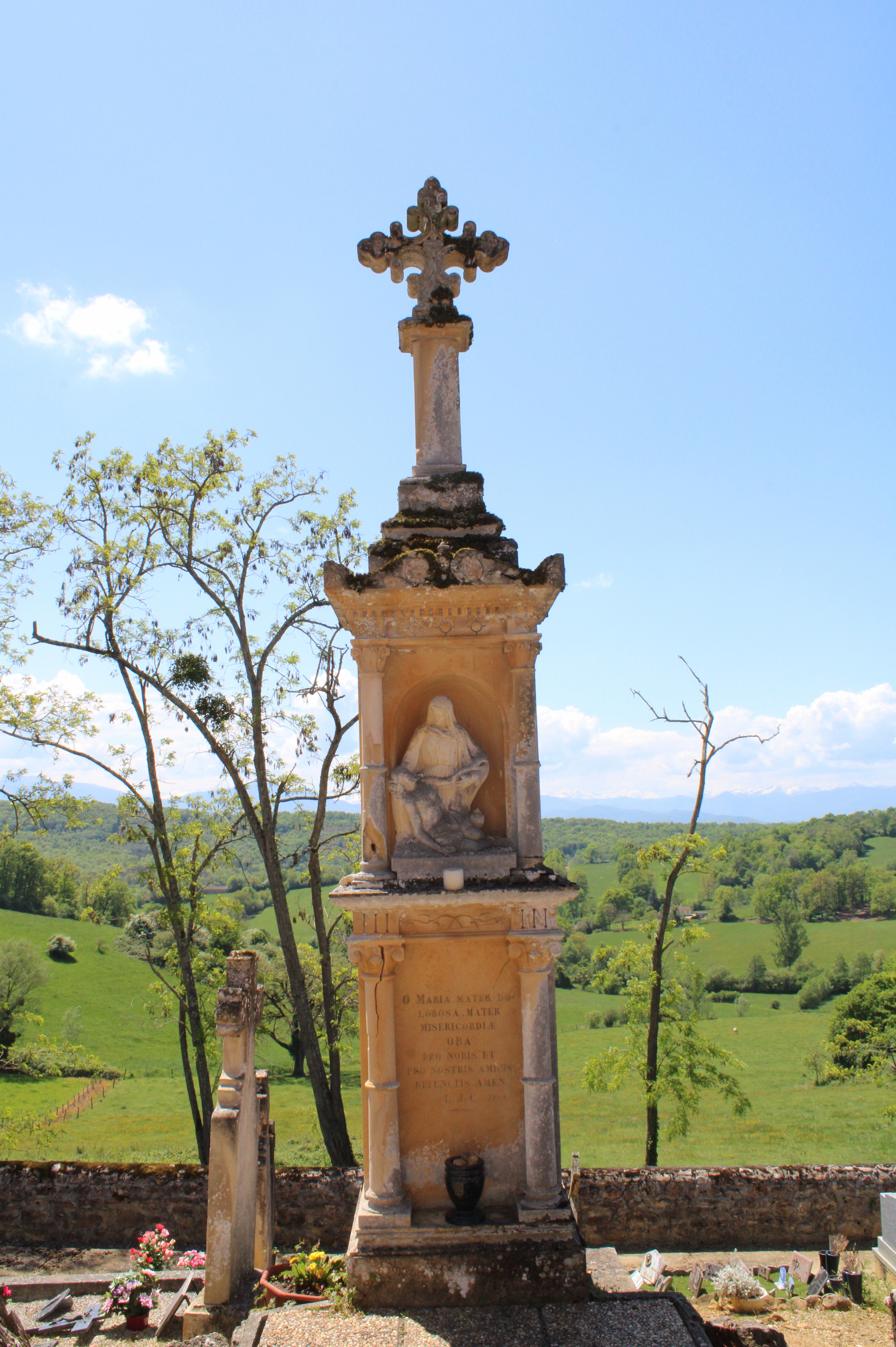
Oratoire avec pieta dans le cimetière en face du porche sud.